# Simon Pytlick
Simon Bogetoft Pytlick (født 11. december 2000 på Thurø) er en dansk håndboldspiller, der spiller for SG Flensburg Handewitt i Bundesligaen og siden efteråret 2021 på det danske landshold.

## Karriere

### Klubhold
Pytlick begyndte at spille håndbold i ungdomsafdelingen i GOG i 2012. I sæsonen 2019-2020 fik han sin debut for klubben i Herrehåndboldligaen, hvor han i løbet af sæsonen scorede ti mål i seks kampe. Han spillede også sin første kamp i EHF Champions League den 15. september 2019 i en 33-24-sejr over svenske IFK Kristianstad. Efter at holdkammeraten Emil Lærke rev sin akillessene over, fik Pytlick markant mere spilletid i sæsonen 2020-2021. Med 97 mål og 50 assists i 22 ligakampe blev han kåret til årets talent i klubben. I sæsonen 2021-2022 blev han kåret som ligaens bedste venstre back, hvor GOG vandt det danske mesterskab.
Han forlængede i februar 2022 sin kontrakt med GOG med yderligere tre sæsoner frem til 2025, trods stor interesse for udenlandske klubber. Men året efter skiftede han alligevel til SG Flensburg-Handewitt. I februar 2025 brækkede han højre underarm i en kamp mellem Toulouse Handball og SG Flensburg-Handewitt i EHF European League. To måneder senere skrev han en kontraktforlængelse med Flensborg.

### Landshold
Pytlick kom tidligt på ungdomslandholdene og spillede 30 landskampe, hvor han scorede 128 mål. Ved European Youth Olympic Festival i 2017 scorede han 30 mål i fem kampe og blev den femtemest scorende spiller i turneringen. Ved U/18-EM i håndbold i 2018 scorede han 22 gange i syv kampe og vandt ved samme lejlighed bronze med det danske hold. Ved det følgende Ungdoms-VM i 2019 vandt han bronze igen.
Han fik sin officielle debut på det danske A-landshold den 4. november 2021 mod Norge ved Golden League-turneringen i Trondheim. Han blev udtaget til sin første slutrunde til VM 2023 i Polen og Sverige.
Ved VM 2023 fik han sit helt store gennembrud og havde en afgørende rolle i, at Danmark genvandt VM-titlen. Pytlick blev ved den lejlighed valgt som turneringens bedste venstre back. Året efter var han med til at vinde sølv ved EM samt guld ved OL i Paris. Ved OL i Paris vandt Danmark først sin indledende pulje med lutter sejre. Efter snævre sejre over Sverige i kvartfinalen og Slovenien i semifinalen sikrede Danmark sig guldet med en sikker sejr over Tyskland i finalen med 39-26. Igen her blev Pytlick kåret som bedste venstre back.
I november 2024 blev han udnævnt viceanfører på det danske landshold med Magnus Saugstrup som anfører.

## Hæder

### Personlig hæder
- Årets mandlige håndboldspiller i Danmark 2022.[15]
- Årets mest værdifulde spiller i Europa 2023.[11]
- Året fund i dansk idræt 2023.[11]
- Årets mandlige landsholdsspiller 2022/2023[16]

## Privatliv
Han er søn af håndboldtræner Jan Pytlick og tidligere spiller på det danske kvindelandshold i håndbold Berit Bogetoft. Han er lillebror til Camilla Pytlick, der også spiller elitehåndbold, og storebror til Josephine Pytlick, der spiller for Hadsten Håndbold i den danske 1. division.